# Elezioni parlamentari in Moldavia del 2019
Le elezioni parlamentari in Moldavia del 2019 si sono tenute il 24 febbraio.

## Sistema elettorale
Sui 101 parlamentari 50 deputati sono stati eletti per rappresentanza proporzionale in un'unica circoscrizione nazionale, e gli altri 51 sono stati scelti con sistema maggioritario uninominale.
Per la circoscrizione nazionale, la soglia elettorale varia a seconda del tipo di lista; per i partiti o le organizzazioni individuali è stata del 6%; per le alleanze di due partiti è stata del 9%; per le alleanze di tre o più partiti è stata dell'11%. Per i candidati indipendenti la soglia era del 2%. La partecipazione deve essere almeno del 33% per convalidare i risultati.

## Risultati
| Liste                                               | Ripartizione nazionale | Ripartizione nazionale | Ripartizione nazionale | Seggi collegi | Seggi totale |
| Liste                                               | Voti                   | %                      | Seggi                  | Seggi collegi | Seggi totale |
| --------------------------------------------------- | ---------------------- | ---------------------- | ---------------------- | ------------- | ------------ |
| Partito dei Socialisti della Repubblica di Moldavia | 441.191                | 31,15                  | 18                     | 17            | 35           |
| ORA Piattaforma DA e PAS (DA - PAS)                 | 380.181                | 26,84                  | 14                     | 12            | 26           |
| Partito Democratico della Moldavia                  | 334.539                | 23,62                  | 13                     | 17            | 30           |
| Partito Șor                                         | 117.779                | 8,32                   | 5                      | 2             | 7            |
| Partito dei Comunisti della Repubblica di Moldavia  | 53.175                 | 3,75                   | -                      | -             | -            |
| Partito Nostro                                      | 41.769                 | 2,95                   | -                      | -             | -            |
| Partito Liberale                                    | 17.741                 | 1,25                   | -                      | -             | -            |
| Movimento Popolare Antimafia                        | 8.633                  | 0,61                   | -                      | -             | -            |
| Democrazia in Patria                                | 4.463                  | 0,32                   | -                      | -             | -            |
| Partito delle Regioni                               | 3.645                  | 0,26                   | -                      | -             | -            |
| Partito Nazionale Liberale                          | 3.430                  | 0,24                   | -                      | -             | -            |
| Partito Verde Ecologista                            | 3.249                  | 0,23                   | -                      | -             | -            |
| Movimento Speranza Nadejda                          | 2.826                  | 0,20                   | -                      | -             | -            |
| Volontà del Popolo                                  | 2.705                  | 0,19                   | -                      | -             | -            |
| Partito Patria                                      | 1.033                  | 0,07                   | -                      | -             | -            |
| Indipendenti                                        | -                      | -                      | -                      | 3             | 3            |
| Totale                                              | 1.416.359              |                        | 50                     | 51            | 101          |